# Dim Zupan
Dim Zupan, sodobni slovenski mladinski pisatelj, * 19. februar 1946, Ljubljana, Slovenija.

## Življenjepis
Dim Zupan se je rodil 19. februarja 1946 v Ljubljani. Po končani osnovni šoli in nato gimnaziji se je vpisal na Pravno fakulteto v Ljubljani, ki jo je uspešno končal. Po poklicu je pravnik, vendar od leta 1992 deluje kot samostojni kulturni delavec.

## Delo
Svojo prvo knjigo je napisal za otroke in jo izdal pri založbi Mladinska knjiga z naslovom Trije dnevi Drekca Pekca in Pukca Smukca. Oba junaka sta se priljubila mlajšim in starejšim bralcem, zato je Zupan nadaljeval z njunimi prigodami. Izšlo je že 5 zgodb. 
Leta 1992 je izdal knjigo Trnovska mafija, ki ji je sledilo nadaljevanje Trnovska mafija drugič (1998). Za roman Leteči mački je skupaj z zbirko povesti o Drekcu- pekcu in Pukcu- smukcu dobil Levstikovo nagrado za leto 1996, ki jo podeljuje Mladinska knjiga.
Dim Zupan se je preizkusil tudi v dramatiki. Leta 1993 so v Mestnem gledališču ljubljanskem uspešno uprizorili njegovo otroško igrico Storžek in Jurček. 
Poleg pisanja knjig sodeluje tudi z literarno revijo Kekec, ki mesečno izhaja pri Založbi Mladika.
Mladinski pisatelj pa piše tudi za odrasle. Tako je leta 1993 izšel roman Temna zvezda smrti.

### Mladinska proza
Njegova leposlovna besedila za mladino so zelo raznolika. Ta različnost se kaže že na ravni oseb: v nekaterih besedilih imajo glavno besedo mlajši otroci, v drugih malo večji oziroma mladostniki. Zupanovo mladinsko prozo je Igor Saksida razdelil na tri dele:
- besedila za najmlajše otroke,
- mladinska dela srednjega in poznega otroštva,
- roman Leteči mački o študentskem življenju, ki pa je že na meji med mladinsko in nemladinsko prozo.

### Slog
V svojih delih pisatelj uporablja elemente komičnega. Karakterno komiko uporablja v govoru (pomanjševalnice, prenatrpanost izrazja), izogiba se besedne čistosti, predvsem pri poudarjanju negativnih lastnosti knjižnih oseb (slengizmi, vulgarizmi, popačenke). besedna komika izvira iz pomena besed. Ob tej se pojavlja še repeticijska, ki z junakovim ponavljanjem besed, povedi ali delov besedila poudarja smešnost dogajanja. Situacijska komika izvira iz nesporazumov, presenečenj, zamenjav in zmešnjav. Pri tem se kaže nenatančnost besed, snovi, nejasno izražanje, kar pripelje do zapletov.

## Nagrade
Je prejemnik Levstikove nagrade za leto 1996, in sicer za roman Leteči mački in zbirko povesti o Drekcu Pekcu in Pukcu Smukcu, ter dobitnik nagrade Desetnica 2010 za knjigo Hektor in male ljubezni.

## Intervjuji in članki
- Digitalna knjižnica Slovenije, dLib  ; članek - Iz romana LETEČI MAČKI